# Chlorocypha schmidti
Chlorocypha schmidti är en trollsländeart som beskrevs av Elliot C.G. Pinhey 1967. Chlorocypha schmidti ingår i släktet Chlorocypha och familjen Chlorocyphidae. IUCN kategoriserar arten globalt som sårbar. Inga underarter finns listade i Catalogue of Life.